# Johann Heitz
Johann Heitz (ur. 1923, zm. 2 maja 1947 w Hameln) – zbrodniarz nazistowski, esesman, członek załogi niemieckiego obozu koncentracyjnego Neuengamme.
Członek SS od 1943. Służbę obozową rozpoczął w 1943 w obozie głównym Neuengamme, gdzie był strażnikiem odpowiedzialnym za psy wartownicze do września 1944. Następnie został przeniesiony na identyczne stanowisko do podobozu Schandelah. Podczas swojej służby zastrzelił przynajmniej trzech więźniów.
Po zakończeniu wojny Heitz został osądzony przez brytyjski Trybunał Wojskowy w procesie załogi Schandelah. 3 lutego 1947 skazany został na karę śmierci. Wyrok wykonano przez powieszenie w więzieniu Hameln w początkach maja 1947.